# Maserati 8CTF
El Maserati 8CTF es un automóvil de carreras construido por Maserati desde 1938 hasta 1939. Es el único coche italiano en ganar las 500 Millas de Indianápolis, saliendo victorioso en las ediciones de 1939 y 1940.

## Historia
El modelo fue creado luego de que Adolfo Orsi se hiciera cargo de Maserati, solucionando así los problemas económicos que tenía el fabricante de automóviles del tridente. Ernesto Maserati ya no estaba tan limitado por cuestiones presupuestarias en el diseño de sus modelos, y concibió un 3 litros sobrealimentado donde, para este tipo de combustible, había acumulado una buena experiencia. La abreviatura "8CTF" significa:
8C: el número total de cilindros, que fueron ocho;
T: Testa;
F: Fissa.
Su principal característica radicaba en tener una fuente de alimentación independiente para cada serie de cuatro cilindros. Por ello instaló dos compresores tipo Roots. Tras posteriores mejoras, en 1939, el motor llegó a entregar una potencia de 366 CV. Otra peculiaridad que poseía el 8CTF era que el depósito de aceite también actuaba como travesaño central del bastidor.
El modelo debutó el 15 de mayo de 1938, en el Gran Premio de Trípoli con una excelente actuación pero fallando en el resultado final. Debido al acercamiento de la Segunda Guerra Mundial, las carreras se redujeron considerablemente, comprometiendo así el desarrollo del automóvil.
Con Wilbur Shaw al volante, el 8CTF ganó dos ediciones de las 500 Millas de Indianápolis, en 1939 y 1940. El auto que ganó las dos ediciones de la prestigiosa competencia fue apodado Boyle Special.